# 스피 리콘
스피리콘은 두 개의 원뿔을 붙여 놓은 기하학적 물체로, 1969년 영국의 목수인 콜린 로버츠가 뫼비우스의 띠를 조각하던 중 만들었다고 한다. 스피리콘은 하나의 연속된 면을 가지고 있으며 그 면을 따라 굴러가면서 직선운동을 한다. 스피리콘(sphericon)’이라는 말은 구(sphere)처럼 생긴 원뿔(cone)이라는 뜻에서 탄생했다. 원뿔의 면을 따라 회전하면서 구불구불하게 공처럼 구르는 것이 특징이다.
스피리콘의 구조를 자세히 살펴보자. 먼저 정사각형의 대각선을 축으로 삼아 회전시키면 두 원뿔의 밑면이 만난 쌍 원뿔이 완성된다. 쌍 원뿔의 단면이 정사각형이 되도록 자른 뒤 두 개의 조각 중 하나를 90° 비틀어 맞물리게 하면 스피리콘이 완성된다. 
이렇게 모양을 비틀어 맞물리게 만든 스피리콘은 정사각형을 회전시켜 만든 도형과 비교할 때 구르는 모양에 큰 차이가 있다. 
정사각형이 아닌 또 다른 정다각형을 180° 회전시킨 뒤 축을 포함하는 평면으로 잘라 비틀어 붙이면 다양한 종류의 스피리콘을 만들 수 있다. 
사용한 정다각형 변의 수에 따라 사각형을 사용하면 4를 뜻하는 테트라(tetra)를 붙여 테트라 스피리콘이라 하며,
육각형을 사용하면 6을 뜻하는 헥사(hexa)를 붙여 헥사 스피리콘,
팔각형을 사용하면 8을 뜻하는 옥타(octa)를 붙여 옥타 스피리콘이라고 부른다.
이렇게 만든 스피리콘은 몇 가지 특이한 성질이 있다. 첫 번째로 여러 개의 스피리콘이 접한 채로 또 다른 스피리콘이 회전할 수 있다는 점이다. 
예를 들어 테트라 스피리콘 하나의 면을 따라 최대 여덟 개의 스피리콘이 동시에 회전할 수 있다.
또 스피리콘을 평면에서 굴리면 중심이 좌우로 크게 흔들리면서 똑바로 나가는데, 바로 옆에서 보면 스피리콘 중심의 높이가 항상 일정하다.
이처럼 중심의 높이가 변하지 않는 입체를 ‘등고선 중심 입체’라고 한다. 직접 스피리콘을 만들어보면서 이와 같은 특성을 관찰해보자.